# 井沟东乡族乡
井沟东乡族乡是中华人民共和国甘肃省临夏回族自治州临夏县下辖的一个民族乡。

## 行政区划
井沟东乡族乡下辖以下村级行政区划单位：
井沟村、大塬顶村、果园山村、西南庄村、张家沟村、马家大庄村、白杨树村、红土坡村、何王村、芦家岭村、谢家村、崖头村和大路村。